# Теплице (район)
Район Теплице (чеш. Okres Teplice) — один из 7 районов Устецкого края Чешской Республики. Административный центр — город Теплице. Площадь — 469,27 кв. км., население составляет 134 318 человек. В районе насчитывается 34 муниципалитета, из которых 9 — города, 1 — местечко.

## География
Расположен на севере края. Граничит с районами Мост, Лоуни, Усти-над-Лабем и Литомержице Устецкого края. На северо-западе — государственная граница с Германией.

## Города и население
Данные на 2009 год:
| Город   | Население |
| ------- | --------- |
| Теплице | 53 346    |
| Билина  | 16 344    |
| Крупка  | 14 412    |
| Духцов  | 9 103     |
| Дуби    | 8 459     |
| Осек    | 5 167     |
| Коштяни | 2 990     |
| Гроб    | 2 141     |
| Ледвице | 570       |

| Всего           | Женщин           | Мужчин           |
| --------------- | ---------------- | ---------------- |
| 134 318 (100 %) | 67 967 (50,60 %) | 66 351 (49,40 %) |

Средняя плотность — 286 чел./км²; 83,78 % населения живёт в городах.

## Археология
По характеру и деталям пышной погребальной обрядности срубные камерные ориентированные на запад древнейшие трупоположения в Киеве и на Среднем Поднепровье имеют прямые аналогии в раннехристианских памятниках на территории Великой Моравии в Желенках, Колине, Поганьско, Старом месте, Микульчице, Скалице и Стара-Коуржим. Серебряные оковки турьих рогов из Чёрной могилы и оковки рукояти меча из дружинной могилы близ Золотых ворот в Киеве имеют такие же орнаментальные мотивы как на некоторых поясных бляхах и наконечниках из Желенок, Микульчицкого городища, Поганьско, Старе-Места и, особенно, на типичных великоморавских украшениях-пуговицах — гомбиках, находки которых сосредоточиваются в области трёх крупных южноморавских центров и далее в Средней Чехии и Юго-Западной Словакии. И древнерусские, и моравско-чешские группы находок этого стиля возникли на основе одинакового причерноморского и иранского происхождения, которое нашло отражение в орнаментации золотых сосудов из Надьсентмиклошского клада.